# Melanergon fergussonis
Melanergon fergussonis är en fjärilsart som beskrevs av Rothschild 1917. Melanergon fergussonis ingår i släktet Melanergon och familjen Eupterotidae. Inga underarter finns listade i Catalogue of Life.